# Buster Crabbe
Clarence Linden Crabbe II, detto Buster (Oakland, 7 febbraio 1908 – Scottsdale, 23 aprile 1983), è stato un nuotatore e attore statunitense.

## Biografia
Clarence Linden Crabbe nacque a Oakland in California. Quando aveva un anno e mezzo, la famiglia si trasferì alle Hawaii dove il padre lavorava come custode di una piantagione di ananas. Buster imparò a nuotare in tenera età ma alle scuole superiori si contraddistinse anche nel football, nel basket e nell'atletica.
Tornò in California per frequentare la University of Southern California a Los Angeles e, al primo anno, conquistò un posto nella squadra olimpica di nuoto, vincendo la medaglia di bronzo nei 1500 m ai Giochi olimpici di Amsterdam (1928) e, in seguito, la medaglia d'oro nei 400 m ai Giochi olimpici di Los Angeles (1932).
Nella sua carriera sportiva detenne 16 record mondiali e 35 record nazionali.
La sua fama di nuotatore gli spalancò le porte di Hollywood: venne infatti scritturato dalla Paramount Pictures con la quale prese parte a 170 film interpretando numerosi ruoli. Fu il settimo della lunga serie di attori che interpretarono Tarzan, personaggio cui diede vita nel film Tarzan l'indomabile (1933). In seguito interpretò diversi ruoli in serie televisive americane, tra le quali Flash Gordon, diventando una delle Celebrità della Hollywood Walk of Fame.
Nel 1965 entrò nella International Swimming Hall of Fame.

## Palmarès
- Olimpiadi
  - Amsterdam 1928: bronzo nei 1500 m sl.
  - Los Angeles 1932: oro nei 400 m sl.

## Filmografia parziale

### Cinema
- Good News, regia di Nick Grinde (1930)
- Maker of Men, regia di Edward Sedgwick (1931)
- Man of the Forest, regia di Henry Hathaway (1933)
- To the Last Man, regia di Henry Hathaway (1933)
- Tarzan l'indomabile (Tarzan the Fearless), regia di Robert F. Hill (1933)
- We're Rich Again, regia di William A. Seiter (1934)
- Badge of Honor, regia di Spencer Gordon Bennet (1934)
- Desert Gold, regia di James P. Hogan (1936)
- Flash Gordon alla conquista di Marte (Flash Gordon's Trip to Mars), regia di Ford Beebe (1938)
- Buck Rogers, regia di Ford Beebe e Saul A. Goodkind (1939)
- Il vendicatore del Texas (Law and Order), regia di Sam Newfield (1942)
- La valle della vendetta (Valley of Vengeance), regia di Sam Newfield (1944)
- Planet Outlaws, regia di Sidney Salkow (1956)
- Due pistole per due fratelli (Gun Brothers), regia di Ford Beebe e Saul A.Goodkind (1953)
- La scure di guerra del capo Sioux (The Lawless Eighties), regia di Joseph Kane (1957)
- I tre sceriffi (Badman's Country), regia di Fred F. Sears (1958)
- I mastini del West (Gunfighters of Abilene), regia di Edward L. Cahn (1960)
- Dollari maledetti (The Bounty Killer), regia di Spencer Gordon Bennet (1965)
- I pistoleri maledetti (Arizona Raiders), regia di William Witney (1965)

### Televisione
- Captain Gallant of the Foreign Legion – serie TV, 48 episodi (1955-1957)
- The Further Adventures of Ellery Queen – serie TV, episodio 1x32 (1959)

## Doppiatori italiani
- Emilio Cigoli in Due pistole per due fratelli
- Cesare Fantoni in I tre sceriffi
- Giulio Panicali in I pistoleri maledetti